# Dawn Netherwood
Dawn Netherwood (22 de febrero de 1960) es una deportista británica que compitió en judo. Ganó dos medallas en el Campeonato Mundial de Judo en los años 1980 y 1984, y cuatro medallas en el Campeonato Europeo de Judo entre los años 1978 y 1983.

## Palmarés internacional
| Campeonato Mundial | Campeonato Mundial          | Campeonato Mundial | Campeonato Mundial |
| Año                | Lugar                       | Medalla            | Categoría          |
| ------------------ | --------------------------- | ------------------ | ------------------ |
| 1980               | Nueva York (Estados Unidos) | Medalla de plata   | –66 kg             |
| 1984               | Viena (Austria)             | Medalla de bronce  | –66 kg             |
| Campeonato Europeo |                             |                    |                    |
| Año                | Lugar                       | Medalla            | Categoría          |
| 1978               | Colonia (RFA)               | Medalla de plata   | –56 kg             |
| 1979               | Kerkrade (Países Bajos)     | Medalla de plata   | –61 kg             |
| 1982               | Oslo (Noruega)              | Medalla de plata   | –66 kg             |
| 1983               | Génova (Italia)             | Medalla de plata   | –66 kg             |